# سحيل جعيمة (حضرموت)
سحيل جعيمه هي إحدى قرى الجمهورية اليمنية. تتبع جغرافيا لمحافظة حضرموت و إداريًا لمديرية شباموهي اكبر قرى وادي جعيمه ،  . يبلغ تعداد سكانها 1381 نسمة حسب الإحصاء الذي أجري عام 2004.ويتواجد بها حوالي سته مساجد وهي كالتالي:
1-المسجد الجامع
2-مسجد الخير 
3-مسجد الرحمه 
4-مسجد النور 
5-مسجد سعيد فيصل 
6-مسجد القبلي